# Gigar
Gigar (äthiop. ጊጋር; * um 1745) war vom 3. Juni 1821 bis April 1826 und von April 1826 bis zum 18. Juni 1830 Negus Negest (Kaiser) von Äthiopien und gilt als Mitglied der Solomonischen Dynastie.
Seine genaue Abstammung ist teilweise ungewiss. Obwohl er zu Lebzeiten unbestritten als Nachfahre der Dynastie auf männlicher Linie angesehen wurde, existieren mindestens zwei widersprüchliche Stammbäume in den Quellen. Demnach sei er zum einen der Sohn von Iyasu II. und damit der Bruder von Joas I., und andererseits der Sohn von Giyorgis Manfeasked, Sohn von Gabre, Sohn von Mammo und Nachkomme des Kaisers Fasilides.
Gigar trat früh der Priesterschaft bei. Mit 17 Jahren wurde er aus seinem Schattendasein geholt und nach dem Tod Joas II. zum Monarchen ausgerufen.
Er war größtenteils eine Repräsentationsfigur und wurde Kaiser durch Ras Marye von Begemder, Häuptling der Oromo.
Haile Maryam entthronte ihn im April 1826 und setzte Ba’eda Mariam III. auf den Thron. Nach wenigen Tagen wurde Gigar jedoch durch Ras Marye zurück auf seinen Posten gebracht.
Nachdem Marye am 14. Februar 1831 in der Schlacht von Debre Abbay gegen Sabagadis aus Tigray umgekommen war, setzte dessen Nachfolger und Bruder, Ras Dori, Gigar ab.